# 岡喜七郎

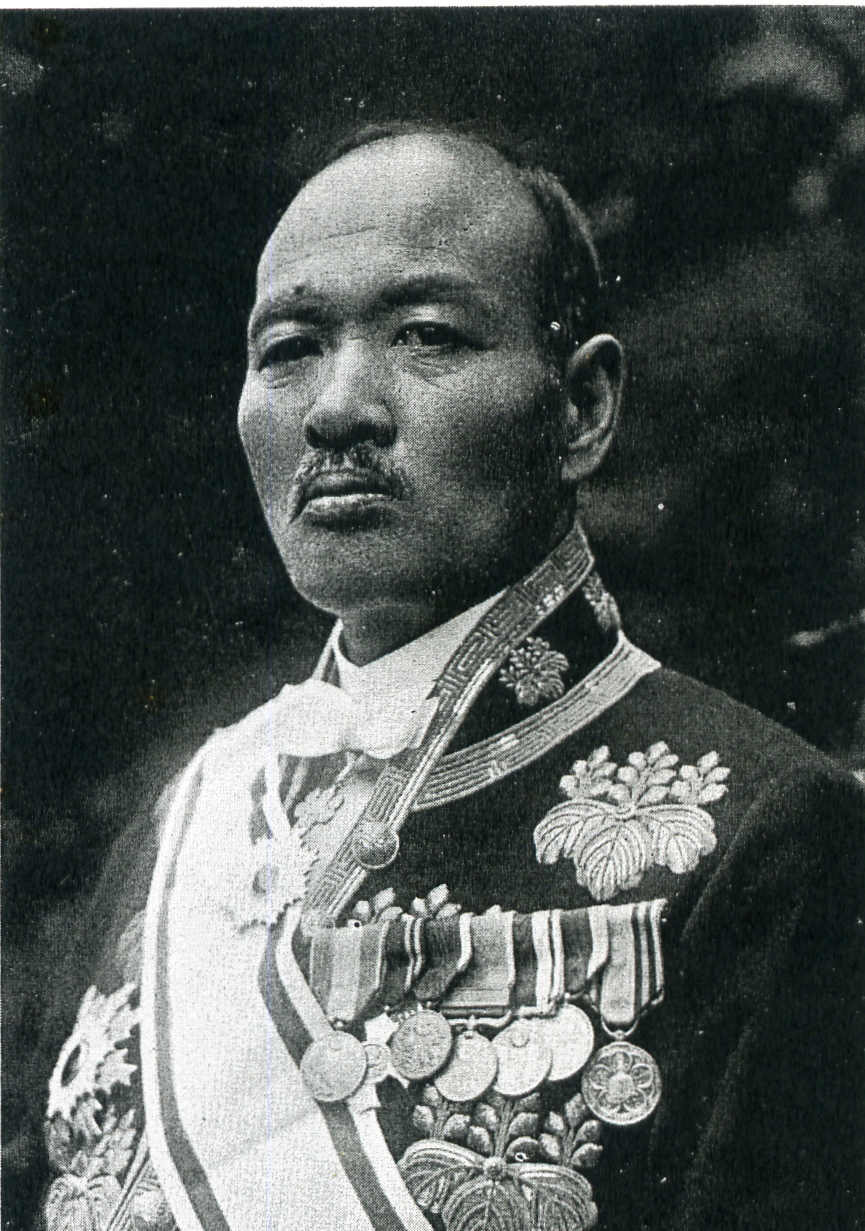
岡喜七郎の肖像写真

岡 喜七郎（おか きしちろう、1868年5月15日（慶応4年4月23日） - 1947年（昭和22年）7月4日）は、日本の内務官僚、政治家。官選県知事、警視総監、貴族院議員。旧姓・伊丹。

## 経歴
備前国御野郡大安寺村（後の岡山県御津郡大野村を経て現岡山市北区）出身。農業・伊丹喜三郎の長男として生まれ、旧幕臣・岡敬孝の養子となる。岡山中学、成立学舎、大学予備門を経て、1891年7月、帝国大学法科大学法律学科（英法）を卒業。同年10月、高等試験に合格し、内務省試補となり警保局に配属され、さらに県治局へ異動した。
1893年11月、鳥取県参事官に就任。以後、青森県内務部長、内務書記官・警保局警務課長、大阪府内務部長などを歴任。
1904年11月、秋田県知事に就任。1905年12月、統監府に移り警務総長に就任。さらに、韓国政府農商工部次官兼統監府警務総長事務取扱、韓国内務次官を歴任した。
1910年6月、鳥取県知事に就任。1913年2月、内務省警保局長となり、1914年3月31日、貴族院勅選議員に任じられ、交友倶楽部に属し1946年5月18日まで在任。
1918年9月、原内閣の際に警視総監に就任し、1922年3月の二重橋爆弾事件を経て同年6月まで在任。
戦後の1946年9月に公職追放となった。

## 発言
- 1944年9月11日に貴族院において小磯國昭総理大臣に、言論統制の有無に関して答弁を求めた。「勿論全体の官吏が皆そうであるというのではありませんが、一部少数の者に限った不心得の人のことでしょうが、いわゆる官僚独善とか官吏独善とかということが起ってきたのではないかと考えるのであります。…この頃になって…記事の解禁の結果、昨今の新聞紙上に散見致しておる記事を見ましても、あるいは興亜院であるとか、あるいは、当時の商工省ですか、ずいぶん大官の方々が、はなはだ面白からざる犯罪の嫌疑によって検挙されておる記事が、司法処分の解禁と共に見えてきたのです。…こういうことがありますと新聞紙は勿論のこと、まあ司法処分のためには外に漏れるということはよくないことでしょうが、噂にも上れば、煙のある所に火はあるで、何らかの形で世間に現れます。あるいはまた他の模範と申しまするか、戒めにもなりはせぬかと思うが、とにかく先ほど申します通りに、ほとんど何らの聞く所もなし、何らの見る所もなかつたということは、如何にも、餘りにも、むしろ不思議位に考えるのであります。…もしや官庁あるいは官吏につきまして、何等かの新聞紙等に、制限と言いますか、命令と申しますか出ておりましたらば、あるいはすでに解かれておるのではないかと思います。もし未だそういうことに参っておりませねば、速かにご考慮を煩わしたい、こう考えるのでございます」[4]

## 栄典
位階
- 1894年（明治27年）2月28日 - 従七位[5]
- 1898年（明治31年）8月30日 - 従六位[6]
- 1901年（明治34年）4月20日 - 正六位[7]
- 1903年（明治36年）6月10日 - 従五位[8]
- 1905年（明治38年）5月30日 - 正五位[9]
- 1908年（明治41年）9月30日 - 従四位[10]
- 1913年（大正2年）10月10日 - 正四位[11]
- 1914年（大正3年）6月10日 - 従三位[12]

勲章等
- 1906年（明治39年）4月1日 - 勲三等旭日中綬章[13]・明治三十七八年従軍記章[14]
- 1909年（明治42年）4月18日 - 皇太子渡韓記念章[15]
- 1916年（大正5年）4月1日 - 旭日重光章[16]
- 1920年（大正9年）11月1日 - 勲一等瑞宝章[17]

外国勲章佩用允許
- 1907年（明治40年）5月8日 - 大韓帝国：勲一等八卦章